# 앤디 밴 헤켄
앤드루 윌리엄 밴 헤켄(Andrew William Van Hekken, 1979년 7월 31일 ~ )은 미국의 전 야구 선수이자, 전 대만 프로야구 유니 세븐일레븐 라이온즈의 투수이다. 원래 오른손잡이지만 투구할 때는 왼손을 사용한다.

## 선수 시절

### 미국 프로야구 시절
1998년 미국 MLB 드래프트에서 3차로 시애틀 매리너스에 지명받았다. 이후 디트로이트 타이거스에 트레이드됐으며, 2002년 10월 3일에 디트로이트 타이거스에서 MLB에 데뷔했다. 그는 데뷔전에서 클리블랜드 인디언스를 상대로 완봉승을 거뒀다. 2002년 메이저 리그에서 총 5경기에 선발 등판해 1승 3패를 거둔 후, 그는 더 이상 MLB 경기에 출전하지 못했다.
이후 성공적으로 한 팀에 정착하지 못한 채 독립 리그나 마이너리그의 여러 팀을 떠돌았다.

### 대만 프로야구 시절
2007년에는 대만 프로야구 팀인 청타이 코브라즈에서 활동했다.
그의 마이너리그 기록은 107승 75패, 3점대 평균자책점이다.

### 한국 프로야구 시절

#### 넥센 히어로즈시절
좌완 선발 투수 보강을 원했던 팀의 영입 제안을 받아 2012년부터 함께 했다.
팬아메리칸 게임에 참가 후 계약을 맺었다. 이는 좌완 투수 금민철의 공익 대체 복무에 따른 좌완 선발 투수의 부재와 외야수 이택근의 FA 영입으로 타자 및 외야수 운용이 수월해진 팀 사정에 따른 영입이었다. 스프링캠프 때 기대 이하의 구위를 보이며 많은 우려를 낳았으나, 시즌 들어서 우려와는 다른 피칭을 선보이며 팀 선발진의 한 축을 맡아 나이트와 함께 팀의 선발 원투 펀치로 활약했다. 2012년 11승 8패, 3점대 평균자책점을 기록하며 2013년에도 재계약에 성공하였다. 2013년에는 12승 10패로 나이트와 외국인 원투 펀치 역할을 하며 다시 한 번 재계약했다. 2014년 5월 27일 SK전부터 8월 13일까지 선발 14연승을 기록하며 클리블랜드에서 활동했던 웨스 퍼렐이 1930년에 세운 선발 13연승을 경신했다. 2014년 10월 14일 롯데 자이언츠전에서 승리를 거두며 2007년의 리오스 이후 외국인 투수 역대 2번째로 20승 고지에 올랐는데 1985년 김일융, 1995년 이상훈과 역대 좌완 선발 최다승 타이 기록이었으며 2017년 양현종이 타이 기록을 세웠다.
2014년 한국시리즈 1차전에서 호투해 팀의 창단 첫 한국시리즈 승리의 디딤돌을 놓았고, 4차전에서 야마이코 나바로에게 홈런을 허용하기 전까지 6이닝 노히트를 기록했지만 팀은 두 차례 당한 역전 패의 여파를 극복하지 못하며 삼성 라이온즈에 2승 4패로 밀려 준우승에 머물렀다. 2014년 12월 9일 골든 글러브 시상식에서 외국인 투수로는 2009년 로페즈 이후 5년 만에 투수 부문 골든 글러브를 받았다.
2015년 시즌 후 일본 진출을 선언했고, 그를 대신해 로버트 코엘로가 영입됐다.

### 일본 프로야구 시절
2016년에 사이타마 세이부 라이온스와 계약을 체결하였다. 하지만 성적 부진으로 인해 2016년 7월 15일에 웨이버 공시됐다.

### 한국 프로야구 복귀

#### 넥센 히어로즈복귀
2016년 7월 22일 라이언 피어밴드가 성적 부진으로 인해 방출되고 계약금과 연봉 없이 옵션 10만 달러에 계약을 맺으며 복귀했다.
2016년 7월 28일 두산 베어스를 상대로 6이닝 4피안타, 2볼넷, 9탈삼진, 1실점(비자책)으로 QS를 기록하며 승리 투수가 되며 성공적인 복귀전을 마쳤다.
2016년 11월 28일에 재계약을 체결했다. 2017년에 3점대 평균자책점을 기록하긴 했으나, 이는 KBO 리그 데뷔 이래 가장 높았고 어깨 통증으로 인해 공백이 생겨 10승도 달성하지 못했다. 결국 재계약을 포기했고 그의 대체 용병으로는 2년전 한화 이글스에서 활동했던 에스밀 로저스가 영입되었다.

### 미국 독립야구 시절
2018년에 뉴브리튼 비스에 입단하였다.

### 대만 프로야구 복귀
2018년에 유니 세븐일레븐 라이온즈에 입단하였다.

## 에피소드
- 나이트와는 넥센 히어로즈 입단 전에 독립 리그 팀에서 함께 활동한 적이 있다.

## 통산 기록
| 연 도           | 소 속           | 나 이           | 승 리 | 패 전 | 승 률 | 평 자 책 | 출 장 | 선 발 | 완 투 | 완 봉 | 세 이 브 | 홀 드 | 이 닝 | 피 안 타 | 피 홈 런 | 볼 넷 | 고 4 | 탈 삼 진 | 몸 맞 | 보 크 | 폭 투 | 실 점 | 자 책 | 타 자 수 | W H I P |
| --------------- | --------------- | --------------- | ----- | ----- | ----- | -------- | ----- | ----- | ----- | ----- | -------- | ----- | ----- | -------- | -------- | ----- | ---- | -------- | ----- | ----- | ----- | ----- | ----- | -------- | ------- |
| 2002            | DET             | 23              | 1     | 3     | .250  | 3.00     | 5     | 5     | 1     | 1     | 0        | 0     | 30.0  | 38       | 2        | 6     | 0    | 5        | 0     | 0     | 1     | 13    | 10    | 131      | 1.47    |
| 2007            | 청타이          | 28              | 1     | 4     | .200  | 3.50     | 10    | 8     | 1     | 0     | 0        | 0     | 46.1  | 44       | 4        | 9     | 0    | 29       | 1     | 0     | 3     | 27    | 18    | 196      | 1.14    |
| 2012            | 넥센            | 33              | 11    | 8     | .579  | 3.28     | 28    | 28    | 0     | 0     | 0        | 0     | 170.0 | 166      | 16       | 60    | 1    | 132      | 3     | 0     | 11    | 68    | 62    | 716      | 1.33    |
| 2013            | 넥센            | 34              | 12    | 10    | .545  | 3.73     | 29    | 29    | 0     | 0     | 0        | 0     | 161.2 | 178      | 11       | 58    | 0    | 137      | 10    | 1     | 11    | 78    | 67    | 705      | 1.46    |
| 2014            | 넥센            | 35              | 20    | 6     | .769  | 3.51     | 31    | 31    | 0     | 0     | 0        | 0     | 187.0 | 193      | 9        | 53    | 0    | 178      | 3     | 2     | 6     | 81    | 73    | 788      | 1.32    |
| 2015            | 넥센            | 36              | 15    | 8     | .652  | 3.62     | 32    | 32    | 0     | 0     | 0        | 0     | 196.2 | 190      | 14       | 67    | 1    | 193      | 1     | 0     | 16    | 92    | 79    | 825      | 1.31    |
| 2016            | 세이부          | 37              | 0     | 4     | .000  | 6.31     | 10    | 10    | 0     | 0     | 0        | 0     | 45.2  | 59       | 3        | 26    | 0    | 35       | 2     | 0     | 1     | 34    | 32    | 218      | 1.86    |
| 2016            | 넥센            | 37              | 7     | 3     | .700  | 3.38     | 12    | 12    | 0     | 0     | 0        | 0     | 72.0  | 55       | 10       | 19    | 0    | 81       | 5     | 0     | 1     | 29    | 27    | 287      | 1.03    |
| 2017            | 넥센            | 38              | 8     | 7     | .533  | 3.77     | 24    | 24    | 0     | 0     | 0        | 0     | 138.1 | 140      | 13       | 42    | 0    | 139      | 0     | 0     | 4     | 68    | 58    | 591      | 1.32    |
| MLB 통산 : 1년  | MLB 통산 : 1년  | MLB 통산 : 1년  | 1     | 3     | .250  | 3.00     | 5     | 5     | 1     | 1     | 0        | 0     | 30.0  | 38       | 2        | 6     | 0    | 5        | 0     | 0     | 1     | 13    | 10    | 131      | 1.47    |
| CPBL 통산 : 1년 | CPBL 통산 : 1년 | CPBL 통산 : 1년 | 1     | 4     | .200  | 3.50     | 10    | 8     | 1     | 0     | 0        | 0     | 46.1  | 44       | 4        | 9     | 0    | 29       | 1     | 0     | 3     | 27    | 18    | 196      | 1.14    |
| KBO 통산 : 6년  | KBO 통산 : 6년  | KBO 통산 : 6년  | 73    | 42    | .635  | 3.56     | 156   | 156   | 0     | 0     | 0        | 0     | 925.2 | 922      | 73       | 299   | 2    | 860      | 22    | 3     | 49    | 416   | 366   | 3912     | 1.32    |
| NPB 통산 : 1년  | NPB 통산 : 1년  | NPB 통산 : 1년  | 0     | 4     | .000  | 6.31     | 10    | 10    | 0     | 0     | 0        | 0     | 45.2  | 59       | 3        | 26    | 0    | 35       | 2     | 0     | 1     | 34    | 32    | 218      | 1.86    |

- 시즌 기록 중 굵은 글씨는 해당 시즌 최고 기록